# Vlieger (meetkunde)

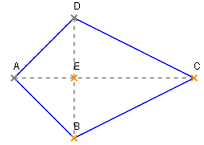
Vlieger

In de meetkunde is een vlieger een vierhoek waarbij de aanliggende zijden twee aan twee even lang zijn.
De oppervlakte van een vlieger is gelijk aan:
{\displaystyle \mathrm {Opp} ={\frac {{\overline {AC}}\cdot {\overline {BD}}}{2}}}.
Hierin staat {\displaystyle {\overline {AC}}} voor de lengte van de diagonaal {\displaystyle AC}.

## Eigenschappen
- Een vlieger is orthodiagonaal, dus de diagonalen staan loodrecht op elkaar.
- Bij een vlieger wordt een van de diagonalen door de andere loodrecht doormidden gesneden.
- Een vlieger is een raaklijnenvierhoek, dus heeft een ingeschreven cirkel.
- Een vierkant is een bijzondere vlieger: de twee paren aanliggende zijden zijn ook gelijk aan elkaar. Een vierkant heeft niet alleen een ingeschreven maar ook een omgeschreven cirkel.
- Een ruit is ook een bijzondere vlieger met vier gelijke zijden.

## Ruimtelijke figuur
De ruimtelijke figuur, het veelvlak opgebouwd uit congruente vliegers, is een trapezoëder.